# Gueorgui Sedov (brise-glace, 1908)
Le Gueorgui Sedov (en russe : Георгий Седов), est un brise-glace soviétique équipé de moteurs à vapeur. 
Navire utilisé pour la pêche au phoque à Terre-Neuve sous le nom de Beothic, il est renommé en l'honneur du capitaine russe et explorateur polaire Gueorgui Sedov en 1915. Il devient célèbre en tant que première station dérivante soviétique, point culminant d'une décennie d'exploration aux hautes latitudes.

## Histoire
Le Beothic est construit en 1908-1909 à Glasgow et est utilisé comme navire de soutien dans la chasse au phoque jusqu'à sa vente au ministère impérial russe du Commerce et de l'Industrie en 1915. Renommé Gueorgui Sedov, il est hérité par le nouveau gouvernement soviétique après la guerre civile russe.
En 1929, le brise-glace Sedov participe à l'« expédition gouvernementale aux hautes latitudes » vers la Terre François-Joseph avec à son bord des scientifiques soviétiques.
Au cours de l'été 1937, le brise-glace Sadko (en) quitte Mourmansk. Son objectif initial est de naviguer vers les îles Henriette, Jokhov et Jeannette, dans le groupe De Long et d'y mener des recherches scientifiques. Le but de l'expédition est de découvrir si la route maritime du Nord peut être utilisée pour la navigation régulière et d'explorer l'archipel complexe de Nordenskiöld. Les autorités navales soviétiques modifient les plans et le brise-glace est envoyé à la place pour aider les navires en détresse dans les mers de Kara et de Laptev. Le Sadko se retrouve coincé dans la banquise côtière à 75° 17′ N, 132° 28′ E  dans la région des îles de Nouvelle-Sibérie. Deux autres brise-glaces soviétiques, le Sedov et le Malyguine, qui se trouvent dans la même zone pour étudier l'état des glaces, se retrouvent également piégés par la glace marine et dérivent, impuissants. En raison des mauvaises conditions météorologiques persistantes, une partie de l'équipage bloqué et certains scientifiques ne peuvent être secourus qu'en avril 1938. Ce n'est que le 28 août 1938 que le brise-glace Yermak peut libérer deux des trois navires à 83° 04′ N, 138° 22′ E. Le troisième navire, le Sedov, est laissé à la dérive dans les glaces et est alors transformé en station polaire scientifique.
Le Sedov continue à dériver vers le nord en direction du pôle, tout comme le Fram de Fridtjof Nansen l'avait fait en 1893-1896. Ce faisant, ils atteignent une latitude nord record en 1939.  L'équipage, dirigé par le capitaine Konstantin Badiguine et Viktor Bouïnitski (ru), compte 15 membres. Les scientifiques à bord effectuent 415 mesures astronomiques, 78 observations électromagnétiques et 38 mesures de profondeur en forant l'épaisse glace polaire au cours de leur séjour de 812 jours à bord du Sedov. Ils sont libérés entre le Groenland et le Svalbard par le brise-glace Joseph Staline, le plus gros brise-glace de la flotte soviétique à l'époque, le 18 janvier 1940.
Retiré du service en 1967, le Sedov est démoli à Hambourg par Eckhardt & Co.